# برهان‌لی (جیحان)
برهان‌لی (به ترکی استانبولی: Burhanlı) (به کردی: Bûrhanlî) یک منطقهٔ مسکونی در ترکیه است که در جیحان واقع شده‌است.